# Исповедь фаворитки
«Исповедь фаворитки» (фр. Souvenirs d'une favorite или Confessions d’une favorite) — исторический роман французского писателя Александра Дюма, написанный и опубликованный в Неаполе в 1863—1864 годах и впервые опубликованный в Париже в 1865 году. История английской женщины, превратившейся из гувернантки в блистательную леди и спутницу аристократов и ставшей возлюбленной прославленного британского полководца Нельсона.

## Сюжет[1]
В январе 1815 года в лачуге недалеко от французского города Кале священник даёт отпущение грехов женщине, страдающей угрызениями совести. Но её исповедь — это рукописи, оставшиеся после неё, в которых она пыталась оправдать свою жизнь и поступки. Звали её Эмма Лионна.
Эмма была скромного происхождения, её образование ограничилось несколькими месяцами пансиона для девочек, на большее у её матери не хватало денег. Эмма нашла место няни-гувернантки, прежде чем бросить всё и попытаться, вместе с подругой детства, найти счастье в Лондоне. Вначале отвергала мысль пустить в ход свои физические прелести, но гордость, тщеславие и желание праздно-красивой жизни перевесили. Она поочерёдно становится любовницей адмирала, молодого лорда, знаменитого художника Ромни и лорда Гринвилла. С последним Эмма жила поначалу богато, потом бедно, до тех пор, пока его дядя, лорд Уильям Гамильтон, безумно не влюбился в неё и готов был на ней жениться.
Став леди Гамильтон, она последовала за своим мужем, британским послом, ко двору неаполитанского короля, где стала приближённой и фавориткой королевы Марии Каролины. В этой роли она превратилась в свидетельницу происходящих событий и иногда влияла на решения монархини, истинного правителя королевства, — король Фердинанд предпочитал делам государства охоту и рыбалку.
Перед угрозой наступающей французской армии, она притворилась увлечённой Нельсоном и стала его любовницей, навязывая ему свои желания, на деле желания Марии Каролины. И Леди Гамильтон убеждает знаменитого моряка защитить королевскую семью и отвоевать Неаполь у французов. Но ничего не делает, чтобы смягчить репрессии против неаполитанских патриотов.
Когда в 1800 году лорда Гамильтона сменили на посту посла, Нельсон вернулся в Англию вместе с семейной парой. У леди Гамильтон началась двойная жизнь — как жены и как законной любовницы Нельсона, с которым у неё есть дочь, скрываемая от собственного мужа. Но смерть лорда Гамильтона в 1803 году и Нельсона в 1805 году вернули её обратно в убого-нищее состояние вплоть до её смерти в 1815 году.